# Элдер, Рут
Рут Элдер (англ. Ruth Elder) (род. 8 сентября 1902 — 9 октября 1977) — американская женщина-пилот и актриса. Снялась в двух фильмах — комической мелодраме «Moran of the Marines» (1928, Vivian Marshall — главная женская роль) и семейной комедии «You Bet Your Life, 1950» (1961, сыграла саму себя). Известна как первая в истории женщина, попытавшаяся в 1927 году на самолёте перелететь через Атлантический океан.
Элдер и её второй пилот Джордж Халдеман (George Haldeman) летели через океан на самолёте «Американская девушка (American Girl)». Из-за утечки масла самолёт упал в воду, не долетев 500 км до Азорских островов. Пилотов подобрал танкер «Барендрехт (Barendrecht)». Несмотря на эту неудачу, Элдер вошла в историю как «Мисс американская авиация».